# Paradoks łucznika

Graficzne przedstawienie paradoksu łucznika

Paradoks łucznika – zjawisko związane z łucznictwem, polegające na tym, że strzała, aby trafić prosto w cel musi być skierowana lekko w lewo (w przypadku łucznika praworęcznego) w stosunku do celu. Paradoks ten został opisany w latach 30. XX wieku przez Roberta P. Elmera.
Strzała lecąc do celu po opuszczeniu łuku odgina się, a następnie wykonuje wahadłowe ruchy prawo-lewo, dzięki czemu jej tor lotu się stabilizuje. W pierwszej fazie, na skutek docisku do majdanu, strzała wygina się w lewo od pożądanego toru lotu. Po krótkim czasie odchyla się w prawo, a następnie znowu w przeciwnym kierunku harmonicznie wygaszając te drgania.
Zjawisko to jest niezmiernie istotne przy doborze sztywności strzał; niepoprawnie dobrana sztywność może spowodować odchylenie strzały w lewo lub w prawo od pożądanego toru lotu.
Przed wynalezieniem aparatu fotograficznego zjawisko było faktycznie paradoksem. Występuje na tyle szybko, że jest niezauważalne gołym okiem.